# Israelische Astronomische Gesellschaft

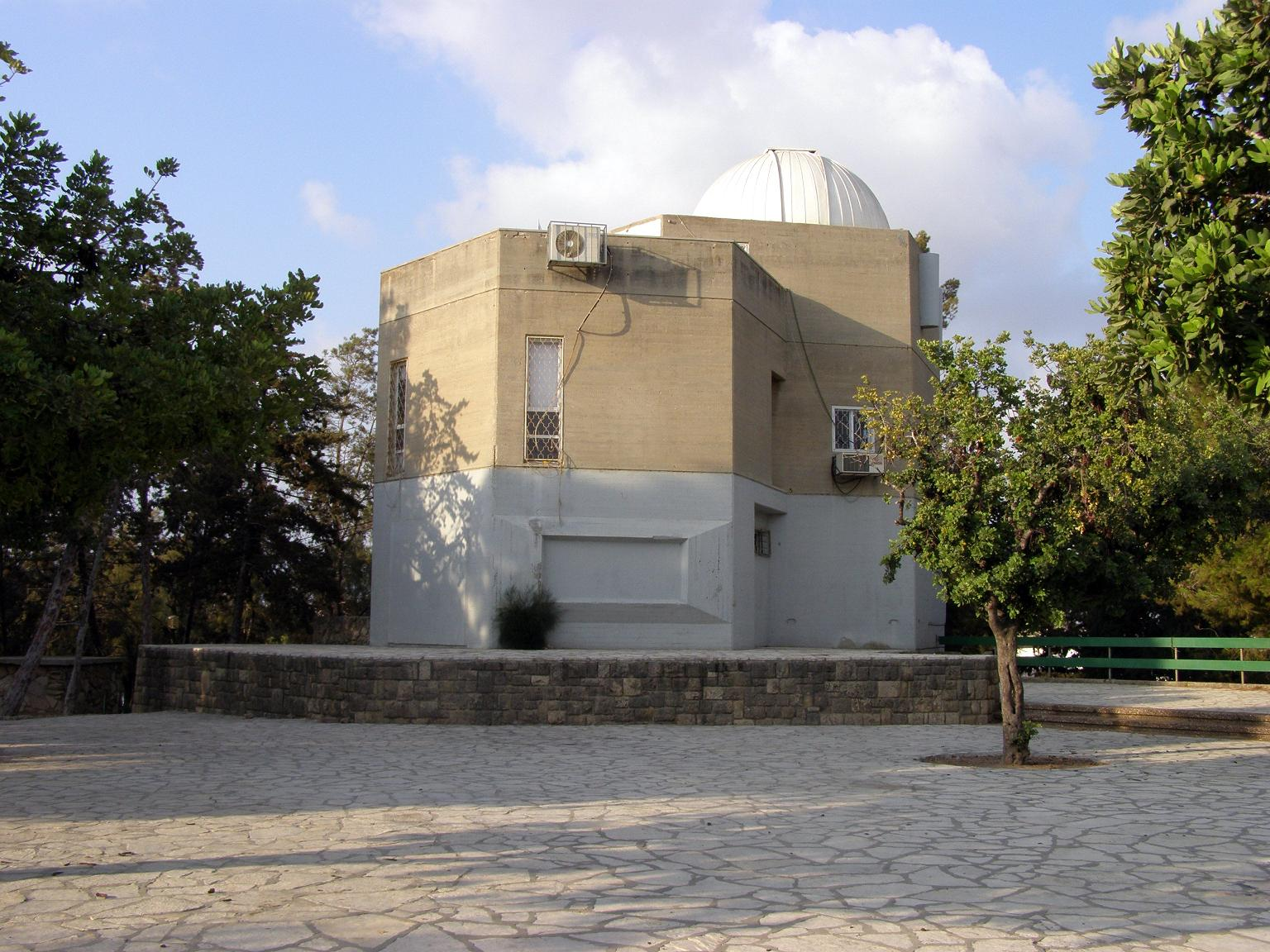
Sternwarte Givatayim

Die Israelische Astronomische Gesellschaft (hebräisch הָאֲגֻדָּה הַיִּשְׂרָאֵלִית לְאַסְטְרוֹנוֹמְיָה Ha-Aguddah ha-Jisra'elīt lə-Asṭrōnōmjah, englisch Israeli Astronomical Association, IAA) ist ein eingetragener gemeinnütziger Verein. Ziel ist die Förderung der Astronomie in Israel.
Die Tätigkeiten umfassen:
- Veröffentlichung der Zeitschrift Astronomia, das einzige astronomische Magazin auf Hebräisch.
- Veröffentlichung eines Almanachs.
- Öffentliche Beobachtungen und Beobachtungsexkursionen („Star Partys“) in Gebiete mit dunklem Nachthimmel. Diese finden jeweils an einem Wochenende um die Neumondzeit herum, zumeist in der Wüste Negev statt. Die Teilnahme an Star Partys (wie auch an allen übrigen Veranstaltungen) steht auch astronomieinteressierten Besuchern aus dem Ausland offen, die ausdrücklich willkommen sind.
- Tagungen und Seminare.
- Veranstaltung von astronomischen Wochenenden, speziell zugeschnitten für Familien. Die Wochenenden finden auf dem Lande statt und bestehen aus Vorträgen, astronomischen Beobachtungen und Wanderungen.
- Öffentliche Vorträge, Beobachtungen und besondere Veranstaltungen an der Sternwarte Givatayim.
- Öffentlichkeitsarbeit, z. B. Information an die Medien, insbesondere über aktuelle astronomische Ereignisse.
- Wahrnehmung der Rolle als Ansprechpartner und Diskussionsplattform zwischen israelischen und ausländischen Amateurastronomen.
- Amateur-Forschungsprojekte (z. B. NEOs, veränderliche Sterne, extrasolare Planeten).

Die Arbeit in der IAA erfolgt auf unentgeltlicher Basis. Zentrum der Aktivitäten ist die Sternwarte Givatayim.